# 銀行秘密

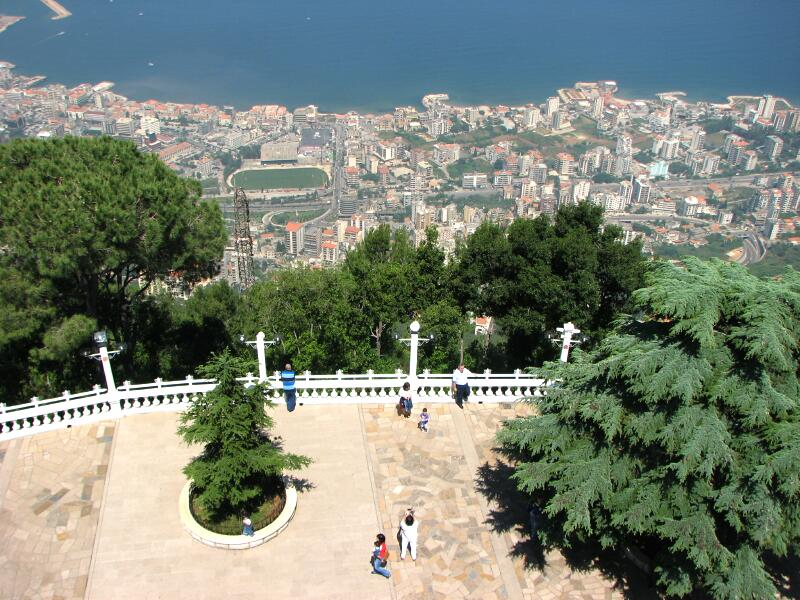
レバノンは資金洗浄に対抗し独自の守秘義務を有していた。

銀行秘密（ぎんこうひみつ）は、刑事告訴など一定の条件を除き、顧客情報を銀行が政府機関に提供することを禁じる法規定である。 一定の条件下では、無記名口座などの利用者には追加の秘密特権が認められている。スイス、レバノン、シンガポール、ルクセンブルクなどの国では普及しており、オフショア銀行やその他タックス・ヘイヴンも同様である。
銀行秘密の本質がプライベート・バンキングの重要な特徴を構成したスイスにて、1934年スイス銀行法施行に伴い無記名預金口座が発足した。複数のNGOや各国から闇市や組織犯罪、1990年代の「アルペリンとバチカン銀行との訴訟」、クリアストリームの不祥事、アメリカ同時多発テロ事件などでスイスは非難されている。UBS、Julius Baer、LGTリヒテンシュタイン銀行の元銀行員は、西インド諸島やスイスを経由して数十億ドルを脱税したと証言した。2010年6月17日、国民議会 (スイス)と米国政府は脱税の疑いがあるUBSのアメリカ国籍4450名の顧客情報を米当局に引き渡す協定を結んだ。
公開鍵暗号などの進歩により、匿名電子マネーや無記名電子証券の普及に伴い匿名利用が普及している。

## 1934年スイス銀行法施行
UBSやJulius Baerの件から、オフショア口座を利用する一部の富裕層はシンガポールや香港の個人銀行に切り替えており、これらの地域にはスイス本国の銀行秘密を維持する代替策としてスイス資本の個人銀行が数多く展開している。  シンガポールの銀行秘密条項はスイスと同等であり、香港は法整備こそ存在しないものの不透明な企業ルートによる柔軟な節税策を提供している。
ケイマン諸島やパナマのタックス・ヘイヴンにあるオフショア銀行の多くは厳格な秘密保護法が整備されている。
2015年3月27日、スイス銀行はEU諸国の銀行と連携し過去にEUの顧客が享受してきた秘密特権を事実上終結させる旨、スイスとEU間で協定を結んだ。 これにより2018年から両国居住者の口座情報が自動交換される。

## 大衆文化
スイス銀行や無記名口座は戦後の文学や映画のネタで登場人物の資産隠し場所として広く利用され、著名作品ではジェームズ・ボンドやダ・ヴィンチ・コードなどが挙げられる。